# NGC 3640
NGC 3640 је елиптична галаксија у сазвежђу Лав која се налази на NGC листи објеката дубоког неба.
Деклинација објекта је + 3° 14' 5" а ректасцензија 11h 21m 6,7s. Привидна величина (магнитуда) објекта NGC 3640 износи 10,3 а фотографска магнитуда 11,3. Налази се на удаљености од 25,234 милиона парсека од Сунца. NGC 3640 је још познат и под ознакама UGC 6368, MCG 1-29-33, CGCG 39-130, PGC 34778.